# 宮澤雪
宮澤 雪（みやざわ ゆき、1997年5月5日 - ）は、日本のスタントウーマン、女優。長野県出身。ジャパンアクションエンタープライズ所属。

## 人物
JAE第47期生。
幼いころからスーパー戦隊や仮面ライダーなどの特撮が好きで、仮面ライダーを見るのが日課であったのと仮面ライダーの玩具を使って弟と一緒に遊んで過ごした。良く見ていた仮面ライダーは『仮面ライダークウガ』。また、『仮面ライダー龍騎』や『仮面ライダー剣』の救いのない感じが大好きであるという。好きな仮面ライダーは、『龍騎』の仮面ライダー王蛇と『剣』の仮面ライダーカリス。
高校三年生の時に仮面ライダーになりたいと思い、ジャパンアクションエンタープライズへ入所。初仕事は『宇宙戦隊キュウレンジャー』の撮影補助で、それ以降は仮面ライダーなどで主に出演者の面やスーツの着付け補助、戦闘員などを担当。また、『キュウレンジャー』の時期から3年ほどシアターGロッソでキャラクター（ヒーロー）を担当する。
2020年の『魔進戦隊キラメイジャー』にて敵幹部のヌマージョを演じ、同年に放送開始された『仮面ライダーセイバー』に登場する仮面ライダーサーベラ役で長年目標にしていた仮面ライダーのスーツアクターになる夢を叶えた。

## 出演

### テレビドラマ
- トドメの接吻（2018年、日本テレビ） - 吹替え
- 絶対零度 未然犯罪潜入捜査（2018年、フジテレビ） - 吹替え
- 新しい王様（2018年、TBS） - 吹替え
- 閻魔堂沙羅の推理奇譚（2020年、NHK総合） - 吹替え
- ルパンの娘（2020年、フジテレビ） - アクションクルー
- 問題物件 第4話（2025年2月5日、フジテレビ） - 三原若菜 役[12]

### 特撮テレビドラマ
- スーパー戦隊シリーズ（テレビ朝日）
  - 宇宙戦隊キュウレンジャー（2017年 - 2018年） - 撮影補助
  - 魔進戦隊キラメイジャー（2020年 - 2021年） - ヌマージョ[10]、大治小夜（吹き替え）[13]
  - 機界戦隊ゼンカイジャー（2021年） - 仮面ライダーサーベラ[4]
  - 王様戦隊キングオージャー（2023年 - 2024年） - ネフィラ[14][5][6]、ナガバジーム[6]
  - 爆上戦隊ブンブンジャー（2024年 - 2025年） - イターシャ[15][5][8]、ネジレッタ[8]
  - ナンバーワン戦隊ゴジュウジャー（2025年 - ） - テガジューン[16]
- 仮面ライダーシリーズ（テレビ朝日）
  - 仮面ライダービルド（2017年 - 2018年） - 撮影補助[4]
  - 仮面ライダーセイバー（2020年 - 2021年） - 仮面ライダーサーベラ[11][4]、仮面ライダーカリバー（ソフィア）[17][4]
  - 仮面ライダーリバイス（2021年 - 2022年） - 仮面ライダージャンヌ[18][4][19][20]、五十嵐さくら（吹き替え）[4]、ギフジュニア[4][19]
  - 仮面ライダーギーツ（2022年 - 2023年） - 仮面ライダーナーゴ[21][5]、仮面ライダーグレア2（ベロバ）[22][5]
  - 仮面ライダーガッチャード（2023年 - 2024年） - ヴァルバラド（ラケシス）[23][7]、仮面ライダーグレア[23][7]
  - 仮面ライダーガヴ（2024年 - ）

### ウェブドラマ
- SICK'S 〜内閣情報調査室特務事項専従係事件簿〜（2018年、Paravi）
- 仮面ライダーシリーズ
  - 仮面ライダースペクター×ブレイズ（2021年、東映特撮ファンクラブ） - 仮面ライダーカノンスペクター[13]
  - 仮面ライダーリバイス The Mystery（2022年、TELASA）
  - 仮面ライダージャンヌ&仮面ライダーアギレラ withガールズリミックス（2022年、東映特撮ファンクラブ） - 仮面ライダージャンヌ[24]、仮面ライダーツクヨミ[24]
  - 仮面ライダーセイバースピンオフ 仮面ライダーサーベラ&仮面ライダーデュランダル（2022年、東映特撮ファンクラブ）
  - ギーツエクストラ 仮面ライダーパンクジャック（2023年、東映特撮ファンクラブ）
  - 仮面ライダー 令和のゴージャス運動会（2024年、YouTube） - 仮面ライダーサーベラ
  - 冥黒の黙示録 ラケシス（2025年）
  - 仮面ライダーマジェード withガールズリミックス（2025年）

### 映画
- パンク侍、斬られて候（2018年、東映） - 腹ふり衆 役[1]
- 屍人荘の殺人（2019年、東宝）
- 仮面ライダーシリーズ（東映）
  - 仮面ライダー 令和 ザ・ファースト・ジェネレーション（2019年）
  - 劇場版 仮面ライダーゼロワン REAL×TIME（2020年）
  - 劇場短編 仮面ライダーセイバー 不死鳥の剣士と破滅の本（2020年）
  - 仮面ライダー ビヨンド・ジェネレーションズ（2021年） - 仮面ライダージャンヌ[1][4]、仮面ライダーサーベラ[4]、仮面ライダーカリバー[25][4]
  - 劇場版 仮面ライダーリバイス（2022年）
  - 劇場版 仮面ライダーリバイス バトルファミリア（2022年） - 仮面ライダージャンヌ[26]
  - 仮面ライダーギーツ×リバイス MOVIEバトルロワイヤル（2022年）
  - 映画 仮面ライダーギーツ 4人のエースと黒狐（2023年） - 仮面ライダーナーゴ[27]
  - 仮面ライダー THE WINTER MOVIE ガッチャード&ギーツ 最強ケミー★ガッチャ大作戦（2023年）
- スーパー戦隊シリーズ（東映）
  - 魔進戦隊キラメイジャー THE MOVIE ビー・バップ・ドリーム（2021年） - ミンジョ[4]
  - 映画 王様戦隊キングオージャー アドベンチャー・ヘブン （2023年）
  - 爆上戦隊ブンブンジャー 劇場BOON! プロミス・ザ・サーキット（2024年）
  - ナンバーワン戦隊ゴジュウジャー 復活のテガソード（2025年）
- セイバー+ゼンカイジャー スーパーヒーロー戦記（2021年、東映） - 仮面ライダーサーベラ[1]

### オリジナルビデオ
- 仮面ライダーシリーズ
  - 仮面ライダーセイバー 深罪の三重奏（2022年）
  - てれびくん超バトルDVD 仮面ライダーリバイス コアラVSカンガルー!!結婚式のチューしんで愛をさけぶ!?（2022年）
  - 仮面ライダーギーツ ジャマト・アウェイキング（2024年）
- スーパー戦隊シリーズ
  - 王様戦隊キングオージャーVSドンブラザーズ（2024年）
  - 爆上戦隊ブンブンジャーVSキングオージャー（2025年）

### バラエティ
- 全力坂 解剖坂編・汐見坂編（2019年、テレビ朝日）

### 戦隊シリーズショー
- 宇宙戦隊キュウレンジャー（2017年）
- 快盗戦隊ルパンレンジャーVS警察戦隊パトレンジャー（2018年）
- 騎士竜戦隊リュウソウジャー（2019年）
- 魔進戦隊キラメイジャー（2020年） - キラメイピンク
- 爆上戦隊ブンブンジャー ヒーローショー 第4弾 宇宙を越える熱き絆！爆アゲ！Gロッソ FINAL LAP!!（2025年） - イターシャ[28]